# مؤتمر عالمي للمثقفين من أجل السلام
عقد المؤتمر العالمي للمثقفين من أجل السلام في فروتسواف، بولندا في الفترة من 25 إلى 28 أغسطس من عام 1948, في أعقاب الحرب العالمية الثانية. وحضره مجموعة من السياسيين والأكاديميين والفنانين البارزين، من بينهم بابلو بيكاسو، وفردريك جوليو-كوري، وإيرين جوليو-كوري، وبرتولت بريشت، وبول إيلوار، وألدوس هكسلي، وجوليان هكسلي، ودومينيك دوزانت، وإليا إهرنبيرغ، ومارتن أندرسون-نيكسو، وجون بويد، وأولاف ستابليدون، وألكسندر فاديف، وجوليان بيندا، وألان جون بيرسيفال تايلور، وويليام جروبر،
أوجيني كوتون، وجيرزي بورجزا، وأنا زيجرس وألفيس ريدول. وقد تميز المؤتمر بتوجهه المعادي لأمريكا والموالي للشيوعية.
انتخب المؤتمر لجنة دولية دائمة من المثقفين بهدف الدفاع عن السلام (والتي عرفت أيضًا باسم اللجنة الدولية للمثقفين من أجل السلام ولجنة الاتصال الدولية للمثقفين من أجل السلام) ومقرها في باريس. دعا المؤتمر إلى إنشاء فروع محلية وعقد اجتماعات وطنية تتبنى الاتجاه الشيوعي أيضًا متبعة في ذلك خطى المؤتمر العالمي. ووفقًا لهذه السياسة، عُقد مؤتمر العلم والثقافة من أجل السلام العالمي في مدينة نيويورك في مارس 1949.
أعرب العديد من الزوار الأجانب عن عدم رضاهم بما رأوه من انحياز للفكر الموالي للاتحاد السوفيتي في المؤتمر؛
واتهم هكسلي المؤتمر بعدم تقبله لوجهات النظر غير الشيوعية وذكر بأن "مثل هذا السلوك
لا يمكن أن يؤدي إلى السلام، وقد يساعد على تعزيز الحرب".
وكانت جوليا بيروت، المصورة الصحفية المشهورة بعملها في المقاومة الفرنسية، قد غطت هذا الحدث.

## وصلات خارجية
- World Peace Council
- Time magazine, Monday, Sep. 17, 1951
- Canadian Peace Congress
- Encyclopedia of the Cold War, Volume 1 - Page 962
- Pathé news film of the Congress
- Polish Film Chronicle film of the Congress